# 多尔莱河畔拉泰拉斯
多尔莱河畔拉泰拉斯（法語：La Terrasse-sur-Dorlay，法語發音：[la tɛʁas syʁ dɔʁlɛ]）是法国卢瓦尔省的一个市镇，属于圣艾蒂安区。

## 地理
多尔莱河畔拉泰拉斯（45°26'54"N, 4°35'0"E）面积8.69 平方千米，位于法国奥弗涅-罗讷-阿尔卑斯大区卢瓦尔省，该省份为法国中南部省份，北起顺时针与索恩-卢瓦尔省、罗讷省、伊泽尔省、阿尔代什省、上盧瓦爾省、多姆山省和阿列省接壤。
与多尔莱河畔拉泰拉斯接壤的市镇（或旧市镇、城区）包括：杜瓦济约、佩吕桑、圣沙蒙、雅雷地区圣保罗。

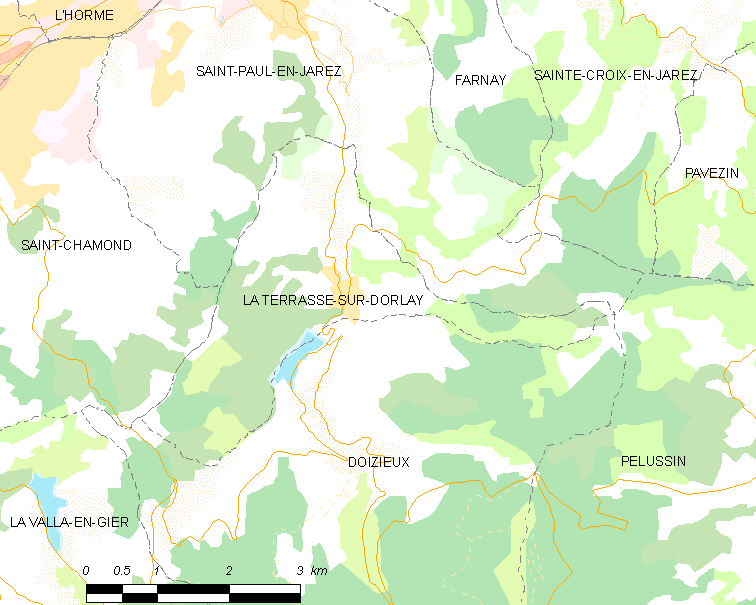
多尔莱河畔拉泰拉斯的OSM定位图

多尔莱河畔拉泰拉斯的时区为UTC+01:00、UTC+02:00（夏令时）。

## 行政
多尔莱河畔拉泰拉斯的邮政编码为42740，INSEE市镇编码为42308。

## 政治
多尔莱河畔拉泰拉斯所属的省级选区为勒皮拉县。

## 人口

1962-2008年间多尔莱河畔拉泰拉斯人口变化图示

多尔莱河畔拉泰拉斯于2022年1月1日时的人口数量为771人。